# 길태기
길태기(吉兌基, 1958년 12월 19일 ~ )는 대한민국의 법조인이다. 제54대 법무부 차관과 제44대 서울고등검찰청 검사장을 역임하였다.

## 학력
- 동북고등학교 졸업
- 1982년: 고려대학교 법학 학사
- 1984년: 고려대학교 대학원 법학석사 수료

## 경력
- 1983년: 제25회 사법시험 합격(사법연수원 15기 수료)
- 1989년: 대전지방검찰청 검사
- 1992년: 서울지방검찰청 의정부지청 검사
- 1997년: 대검찰청 검찰연구관
- 1998년 8월 ~ 1999년 6월: 제40대 청주지방검찰청 충주지청 지청장
- 1999년: 서울지방검찰청 부부장검사
- 2000년: 대구지방검찰청 강력부 부장검사
- 2001년: 대구지방검찰청 특수부 부장검사
- 2002년: 대검찰청 형사과 과장
- 2003년: 서울지방검찰청 공판제2부 부장검사
- 2004년: 법무부 공보관
- 2005년 4월 ~ 2006년 2월: 제10대 수원지방검찰청 평택지청 지청장
- 2007년: 광주지방검찰청 차장검사
- 2008년: 대검찰청 공판송무부장
- 2009년: 사법연수원 부원장
- 2009년 8월 ~ 2010년 7월: 제53대 광주지방검찰청 검사장
- 2010년 7월 ~ 2011년 8월: 제9대 서울남부지방검찰청 검사장
- 2011년 8월 ~ 2013년 3월: 제54대 법무부 차관
- 2013년 4월: 대검찰청 차장검사
- 2013년 12월 ~ 2013년 12월: 제44대 서울고등검찰청 검사장
- 2014년 3월: 법무법인 광장 대표변호사
- 법무법인(유한) 광장 대표변호사
- 2023년 3월 ~ : 해양경찰위원회 위원장

| 전임 황희철 | 제54대 법무부 차관 2011년 8월 22일 ~ 2013년 3월 14일 | 후임 김학의 |

| 전임 김진태 | 대검찰청 차장검사 2013년 4월 5일 ~ 2013년 12월 4일 | 후임 임정혁 |

| 전임 채동욱 | 검찰총장 직무대리 2013년 9월 30일 ~ 2013년 12월 2일 | 후임 김진태 |